# إفيستوس (رودوبي)
إفيستوس (Ήφαιστος) هي مدينة في رودوبي في مقاطعة فوريا إلادا في اليونان.
يبلغ عدد سكانها حوالي 1630   نسمة.